# Caligus bonito
Caligus bonito (C. B. Wilson, 1905) è un crostaceo copepode appartenente alla famiglia Caligidae, parassita dei pesci ossei marini.

## Distribuzione e habitat
La specie è cosmopolita compreso il mar Mediterraneo.

## Biologia
C. bonito parassitizza numerose specie ittiche, soprattutto pelagiche. Gli ospiti principali sono costituiti da membri della famiglia Scombridae tra cui i generi Euthynnus, Katsuwonus, Sarda, Scomberomorus, Thunnus, Auxis e Gymnosarda. Altre famiglie su cui è stata trovata la specie sono: Mugilidae, Carangidae, Lutjanidae, Sciaenidae, Pomatomidae, Serranidae e Coryphaenidae.